# 北海道道930号上風連奥行線

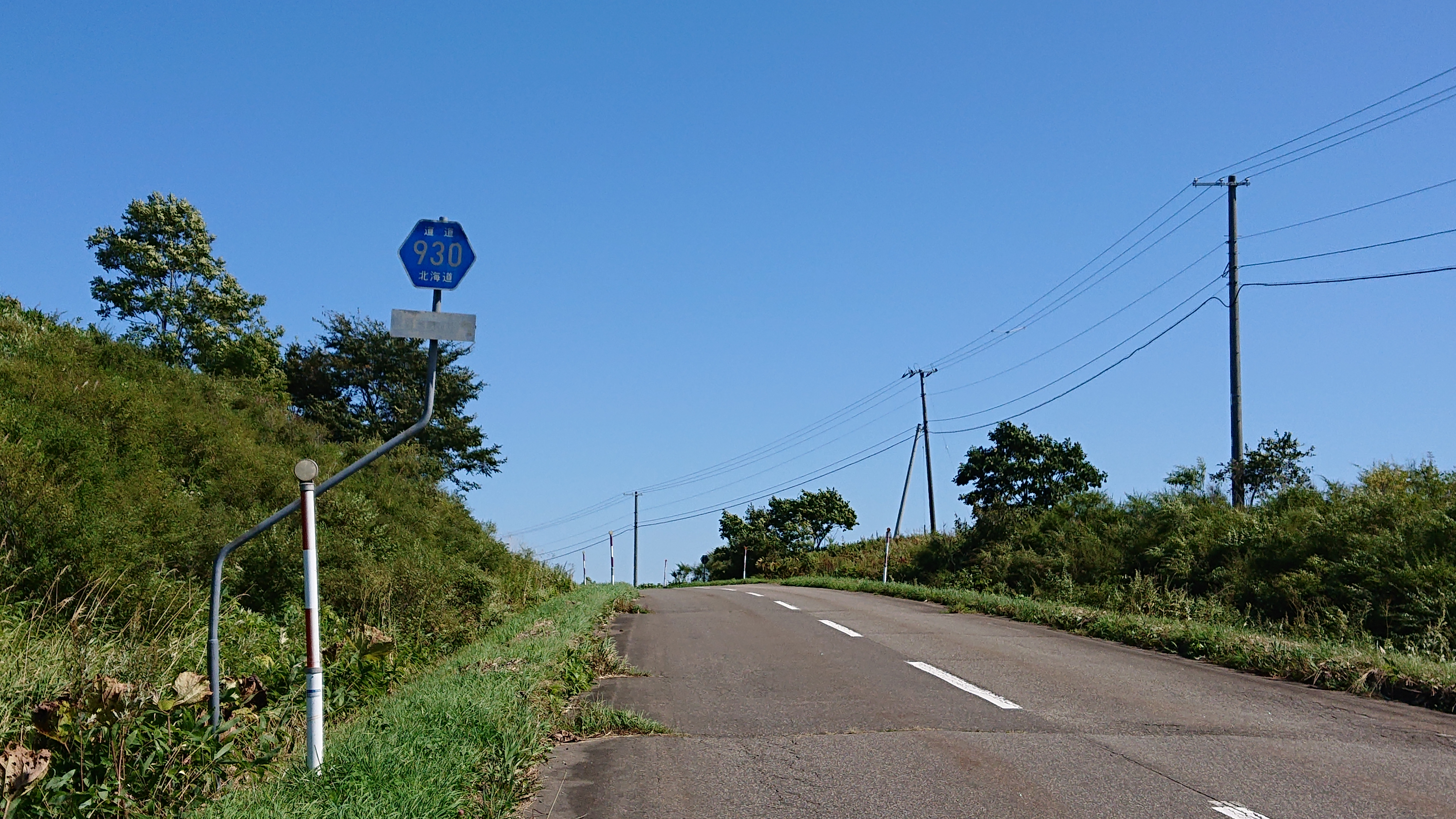
北海道道930号上風連奥行線

北海道道930号上風連奥行線（ほっかいどうどう930ごう かみふうれんおくゆきせん）は、北海道別海町内を結ぶ一般道道（北海道道）である。

## 概要

### 路線データ
- 起点：北海道野付郡別海町上風連（北海道道123号別海厚岸線交点）
- 終点：北海道野付郡別海町奥行（国道243号交点）
- 総延長：13.0km

## 歴史
- 1977年（昭和52年）3月31日 - 路線認定[1]。

## 地理

### 通過する自治体
- 根室振興局
  - 野付郡別海町

### 主な接続道路
別海町
- 北海道道123号別海厚岸線 - 上風連（起点）
- 国道243号 - 奥行（終点）